# أتوا أي كافيكا
أتوا أي كافيكا (بالإنجليزية: Atua Kafika)‏ الإله النجمي لتوكوبيا (بولينيزيا).